# Hedwig Pringsheim
Pour les articles homonymes, voir Pringsheim.
Hedwig Pringsheim (née Gertrude Hedwig Anna Dohm le 13 juillet 1855 à Berlin et morte le 27 juillet 1942 à Zurich) est la fille de la féministe Hedwig Dohm, épouse du mathématicien Alfred Pringsheim et la mère de Katia Mann, l'épouse de l'écrivain Thomas Mann.

## Biographie
Hedwig Pringsheim est le deuxième des cinq enfants de Ernst Dohm et son épouse Hedwig Dohm. Son père est le rédacteur en chef du journal satirique Kladderadatsch, sa mère se fait un nom dans les années 1870 comme écrivain et féministe. En 1873, elle se bat à ses côtés pour obtenir le droit de vote des femmes en Allemagne. Le salon est un lieu de rencontre de personnes du milieu culturel et intellectuel de Berlin comme Ferdinand Lassalle, Fanny Lewald, Hans Guido von Bülow, Cosima Wagner ou Franz Liszt. La famille connaît des difficultés financières. Ernst Dohm risque en 1869 un an de prison pour ne pas avoir payé ses dettes, les filles sont inscrites dans une pension à Eisenach, Ernst Dohm fuit à Weimar et Hedwig Dohm passe un an à Rome avec sa sœur.
Grâce à une amie de la famille, l'actrice Ellen Franz, elle devient comédienne au théâtre (de) de Meiningen. Elle fait ses débuts le 15 janvier 1875 dans le rôle de Louise dans Cabale et Amour de Friedrich von Schiller. Elle joue aussi Jessica dans Le Marchand de Venise, Esther dans la pièce du même nom de Franz Grillparzer, Bertha dans Guillaume Tell et Catherine dans La Petite Catherine de Heilbronn qui l'amène à une tournée en Europe.
En 1876, elle rencontre le mathématicien et mécène Alfred Pringsheim. Ils se marient le 23 octobre 1878. Ils auront cinq enfants : Erik, Peter (de), Heinz et les jumeaux Klaus et Catherine, dite Katia. Erik est le mouton noir de la famille et s'exile en Argentine. Les autres fils réussissent leurs études, deviennent professeur de physique, compositeur et archéologue. Katia est une étudiante active à l'université de Munich mais doit arrêter ses études pour épouser l'écrivain Thomas Mann.
Leur domicile au 12 Arcisstraße à Munich devient un salon. Hedwig Pringsheim s'entretient avec le publiciste Maximilian Harden sur des questions politiques, l'opposition à l'empereur Guillaume II. Son petit-fils Golo Mann la décrit comme une « femme du monde » de Munich.
Lors de l'arrivée au pouvoir des nazis, la maison des Pringsheim est réquisitionnée puis détruite pour construire le Führerbau du NSDAP. Malgré la conversion de sa famille au protestantisme depuis 1817, Hedwig Pringsheim est considérée d'origine juive comme son mari. Ils fuient en Suisse en 1939.
Hedwig Pringsheim meurt dans le dénuement en exil en Suisse d'un cancer.

## Œuvre
- Hedwig Pringsheim, Meine Manns. Briefe an Maximilian Harden, Aufbau-Verlag, Berlin, 2006  (ISBN 3-351-03075-4).